# André Michel (regissör)
André Michel, född 7 november 1910 i Paris död 5 juni 1989 i Paris, var en fransk regissör, manusförfattare,  filmklippare och skådespelare.

## Regi i urval
- 1958 - Sans famille
- 1956 - Häxan
- 1951 - Trois femmes